# Progib
Progib nosača je pomak težišta presjeka u smjeru okomitom na nedeformiranu os nosača (štapa). Kut zaokreta je kut za koji se neki presjek zaokrene u odnosu na svoj prvobitni položaj. Elastična linija nosača ili progibna linija nosača je uzdužna os štapa (težišna linija nosača) u deformiranom (savijenom) obliku. Najveća deformacija nosača ne smije biti veća od unaprijed zadane vrijednosti (uvjet krutosti). Poprečni presjeci pomiču se i istodobno zaokreću oko neutralne osi i pri tome ostaju okomiti na savijenu os štapa. Elastična linija ili progibna linija nosača je savijena (deformirana) uzdužna os nosača.

## Progib grede

### Jednostavna greda sa silom u sredini
Elastični progib δC (u mm) u sredini jednostavne grede (točka C), koja je opterećena silom F u središtu, a nalazi se na 2 jednostavna oslonca, dat je izrazom:
{\displaystyle \delta _{C}={\frac {FL^{3}}{48EI}}}
gdje je:
{\displaystyle F} = sila koja djeluje u sredini grede (N);
{\displaystyle L} = duljina između oslonaca (mm);
{\displaystyle E} = Youngov modul elastičnosti (N/mm2);
{\displaystyle I} = moment tromosti ili moment inercije (mm4).
Progib u bilo kojoj točki x, uzduž grede, koja je udaljena od jednog oslonca, može se izračunati koristeći jednakost:
{\displaystyle \delta _{x}={\frac {Fx}{48EI}}(3L^{2}-4x^{2})}
za
{\displaystyle 0\leq x\leq {\frac {L}{2}}}

### Jednostavna greda sa silom koja nije sredini
Najveći progib δmax (u mm) jednostavne grede, koja je opterećena silom F koja nije u središtu, a nalazi se na 2 jednostavna oslonca, dat je izrazom:
{\displaystyle \delta _{max}={\frac {Fa(L^{2}-a^{2})^{3/2}}{9{\sqrt {3}}LEI}}}
gdje je:
{\displaystyle F} = sila koja ne djeluje u sredini grede (N);
{\displaystyle L} = duljina između oslonaca (mm);
{\displaystyle E} = Youngov modul elastičnosti (N/mm2);
{\displaystyle I} = moment tromosti ili moment inercije (mm4);
{\displaystyle a} = udaljenost sile do najbližeg oslonca (vrijedi {\displaystyle a\leq L/2}) (mm);
Najveći progib se pojavljuje na udaljenosti {\displaystyle x_{1}} od najbližeg oslonca:
{\displaystyle x_{1}={\sqrt {\frac {L^{2}-a^{2}}{3}}}}

### Jednostavna greda s kontinuiranim opterećenjem
Elastični progib u sredini jednostavne grede (točka C), koja je opterećena kontinuiranim opterećenjem q (na primjer snijeg - u N/m), a nalazi se na 2 jednostavna oslonca, dat je izrazom:
{\displaystyle \delta _{C}={\frac {5qL^{4}}{384EI}}}
gdje je:
{\displaystyle q} = kontinuirano opterećenje (u N/m);
{\displaystyle L} = duljina između oslonaca (mm);
{\displaystyle E} = Youngov modul elastičnosti (N/mm2);
{\displaystyle I} = moment tromosti ili moment inercije (mm4).
Progib u bilo kojoj točki {\displaystyle x}, uzduž kontinuirano opterećene grede je:
{\displaystyle \delta _{x}={\frac {qx}{24EI}}(L^{3}-2Lx^{2}+x^{3})}

### Progib konzole
Konzola je konstrukcijski element kojemu je jedan kraj ukliješten u zid (tako da tu nema progiba)  ili u koji drugi dio konstrukcije, a drugi mu je kraj slobodan.

#### Konzola opterećena na slobodnom kraju
Elastični progib {\displaystyle \delta } i kut zaokreta {\displaystyle \phi } (u radijanima) na slobodnom kraju konzole B može se izračunati sa sljedećim izrazom:
{\displaystyle \delta _{B}={\frac {FL^{3}}{3EI}}}
{\displaystyle \phi _{B}={\frac {FL^{2}}{2EI}}}
gdje je:
{\displaystyle F} = sila koja djeluje na kraju konzole (N);
{\displaystyle L} = duljina konzole (mm);
{\displaystyle E} = Youngov modul elastičnosti (N/mm2);
{\displaystyle I} = moment tromosti ili moment inercije (mm4).
Treba zapaziti da ako se slobodni kraj konzole poveća za 2 puta, tada se progib poveća za 8 puta. Progib u bilo kojoj točki {\displaystyle x}, uzduž konzole, koja je opterećena na kraju može se izračunati sa sljedećim izrazom:
{\displaystyle \delta _{x}={\frac {Fx^{2}}{6EI}}(3L-x)}
{\displaystyle \phi _{x}={\frac {Fx}{2EI}}(2L-x)}

#### Kontinuirano opterećena konzola
Elastični progib i kut zaokreta, na slobodnom kraju B, kontinuirano opterećene konzole iznosi:
{\displaystyle \delta _{B}={\frac {qL^{4}}{8EI}}}
{\displaystyle \phi _{B}={\frac {qL^{3}}{6EI}}}
gdje je:
{\displaystyle q} = kontinuirano opterećenje nosača (N/m)
{\displaystyle L} = duljina konzole (mm);
{\displaystyle E} = Youngov modul elastičnosti (N/mm2);
{\displaystyle I} = moment tromosti ili moment inercije (mm4).
Progib u bilo kojoj točki {\displaystyle x}, uzduž konzole, koja je kontinuirano opterećena može se izračunati sa sljedećim izrazom: 
{\displaystyle \delta _{x}={\frac {qx^{2}}{24EI}}(6L^{2}-4Lx+x^{2})}
{\displaystyle \phi _{x}={\frac {qx}{6EI}}(3L^{2}-3Lx+x^{2})}